# بامبولئو
بامبولئو (اسپانیایی: Bamboléo‎) ترانه‌ای اسپانیایی‌زبان از گروه جیپسی کینگز است که در سال ۱۹۸۷ میلادی منتشر شد. معنای تحت‌اللفظی بامبولئو در زبان اسپانیایی نزدیک به عبارات فارسی «بجنبون»، «تکونش بده» یا «قرش بده» است و خواننده در بخشی از ترانه می‌گوید: «قرش می‌دم و تکونش می‌دم، چونکه دوست دارم اینطوری زندگی کنم». بخشی از این ترانه برگرفته از یک ترانهٔ فولکلور ونزوئلایی به نام اسب پیر اثر سیمون دیاز است.
نسخه‌های دیگری از این ترانه توسط سیلیا کروز، خولیو ایگلسیاس و انزیفروم اجرا شده‌است.